# IMG Academy

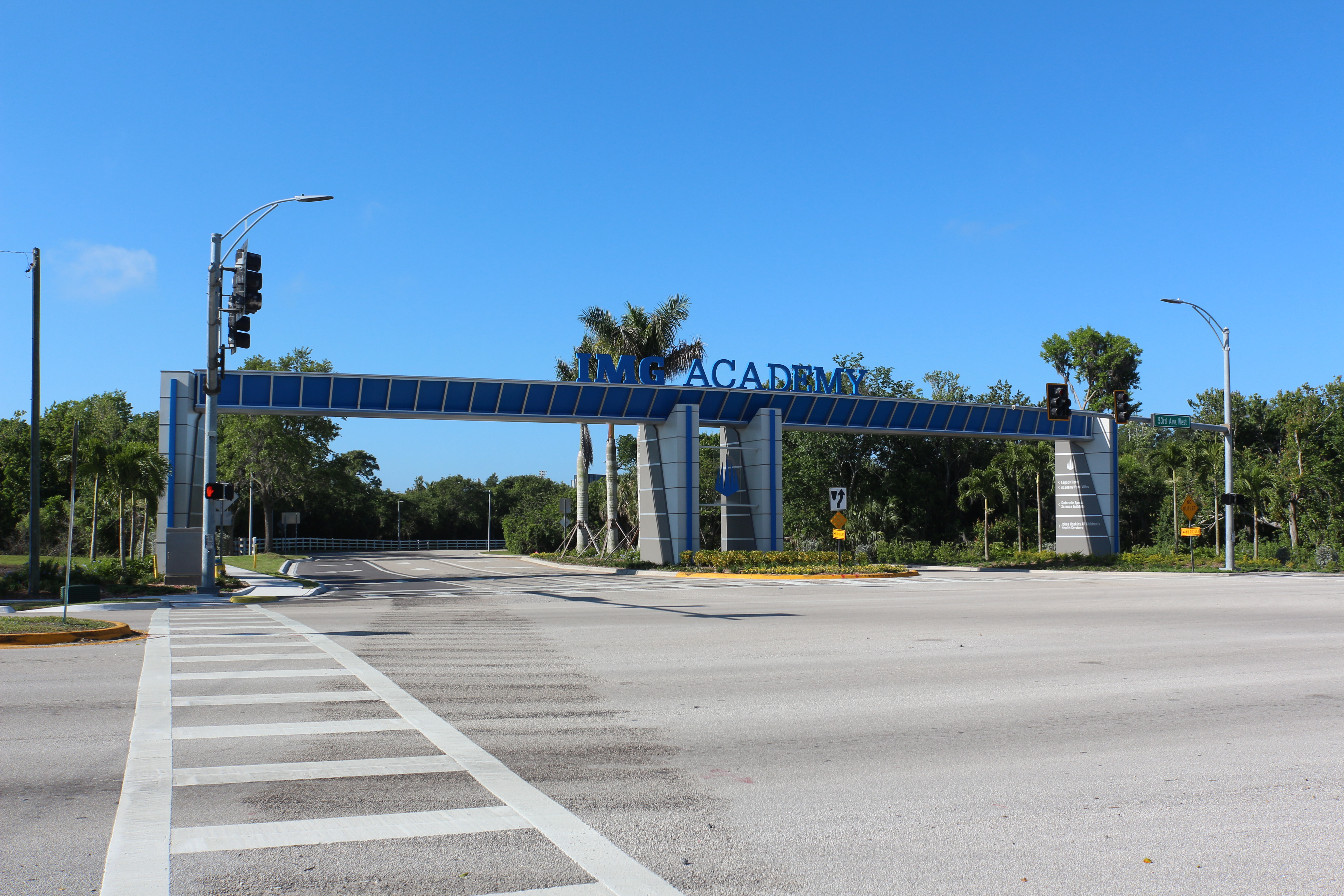
Eingangsportal zur IMG Academy im April 2019

IMG Academy ist eine IMG unterstehende private Sportschule in Bradenton, Florida.
IMG Academy bietet für die Sportarten Tennis, Golf, Baseball, Basketball, Lacrosse, Fußball, American Football, Leichtathletik und Crosslauf jeweils eigene Schulungsprogramme. Mehr als 12.000 Athleten bzw. Sportschüler übergreifender Altersklassen hat das Internat innerhalb eines Jahres.

## Geschichte
Nick Bollettieri gründete im Jahr 1978 die Nick Bollettieri Tennis Academy. 1987 erwarb IMG den Betrieb und führt diesen seitdem. 1993 wurde David Leadbetter für die Golf Academy respektive Golfabteilung angestellt. Fußball und Baseball kamen 1994 als Angebot hinzu. Ab 1999 wurde die Akademie mit dem Namen IMG Pendleton School zu einem Internat, das seit 2012 unter dem Namen IMG Academy fungiert.
2000 und 2001 wurden die Sportarten Hockey und Basketball dem Bildungsangebot hinzugefügt, worauf eine Vergrößerung der Schulanlage im Jahr 2002 erfolgte, bis Hockey wieder vom Programm genommen wurde.
Im Jahr 2010 führte die Schule American Football und Lacrosse in ihr Angebot ein. Leichtathletik und Crosslauf sind seit dem Jahr 2013 im Bildungsprogramm.

## Bemerkungen
Von 2011 bis 2014 wurden von IMG über 200 Millionen US-Dollar für Investitionen in zusätzliches Gelände und Infrastruktur der Akademie bereitgestellt.

## Absolventen
Seit Bestehen hat die IMG Academy viele Athleten für Olympia und weitere Spielbetriebe, wie die der NBA, NFL, MLB, ATP, WTA und MLS ausgebildet und trainiert.